# Paradoxornithidae
Famille
Les Paradoxornithidae sont une famille de passereaux constituée de 15 genres et 37 espèces.
Cette famille était auparavant regroupée avec les Sylviidae ; elle en a été séparée à la suite d'études phylogénétiques plus poussées (bien que restant relativement proche).
Son nom vient de la difficulté à classer les oiseaux qui en font partie ; la plupart d'entre eux étaient anciennement regroupés dans le genre Paradoxornis faute d'une meilleure classification.

## Systématique
La famille des Paradoxornithidae a été créée en 1854 par les zoologistes Thomas Horsfield (1773-1859) et Frederic Moore (1830–1907) initialement comme la sous-famille des Paradoxornina.

## Liste des genres
D'après la classification de référence (version 14.1, 2024) du Congrès ornithologique international :
- Chamaea Gambel, 1847 (1 espèce)
- Chrysomma Blyth, 1843 (2 espèces)
- Fulvetta David, A & Oustalet, 1877 (8 espèces)
- Lioparus Oates, 1889 (1 espèce)
- Moupinia David, A & Oustalet, 1877 (1 espèce)
- Myzornis Blyth, 1843 (1 espèce)
- Paradoxornis Gould, 1836 (10 espèces)
- Rhopophilus Giglioli & Salvadori, 1870 (2 espèces)
- Suthora  Hodgson, 1837 (12 espèces)

## Liste des espèces
D'après la classification de référence (version 12.1, 2022) du Congrès ornithologique international :
- Calamornis heudei – Paradoxornis du Yangtsé
- Chamaea fasciata – Cama brune
- Chleuasicus atrosuperciliaris – Paradoxornis à sourcils noirs
- Cholornis paradoxa – Paradoxornis tridactyle
- Cholornis unicolor – Paradoxornis unicolore
- Chrysomma altirostre – Moupinie de Jerdon
- Chrysomma sinense – Moupinie aux yeux d'or
- Conostoma aemodium – Grande Panure
- Fulvetta cinereiceps – Fulvetta à gorge rayée
- Fulvetta danisi – Fulvetta de Danis
- Fulvetta formosana – Fulvetta de Taïwan
- Fulvetta ludlowi – Fulvetta de Ludlow
- Fulvetta manipurensis – Fulvetta du Manipur
- Fulvetta ruficapilla – Fulvetta de Verreaux
- Fulvetta striaticollis – Fulvetta montagnarde
- Fulvetta vinipectus – Fulvetta de Hodgson
- Lioparus chrysotis – Fulvetta à poitrine dorée
- Moupinia poecilotis – Moupinie à couronne rousse
- Myzornis pyrrhoura – Myzorne queue-de-feu
- Neosuthora davidiana – Paradoxornis de David
- Paradoxornis flavirostris – Paradoxornis de Gould
- Paradoxornis guttaticollis – Paradoxornis fléché
- Psittiparus bakeri – Paradoxornis de Baker
- Psittiparus gularis – Paradoxornis à tête grise
- Psittiparus margaritae – Paradoxornis à calotte noire
- Psittiparus ruficeps – Paradoxornis à tête rousse
- Rhopophilus albosuperciliaris – Rhopophile du Tarim
- Rhopophilus pekinensis – Rhopophile de Pékin
- Sinosuthora alphonsiana – Paradoxornis à gorge cendrée
- Sinosuthora brunnea – Paradoxornis à ailes brunes
- Sinosuthora conspicillata – Paradoxornis à lunettes
- Sinosuthora przewalskii – Paradoxornis de Przewalski
- Sinosuthora webbiana – Paradoxornis de Webb
- Sinosuthora zappeyi – Paradoxornis de Zappey
- Suthora fulvifrons – Paradoxornis à front fauve
- Suthora nipalensis – Paradoxornis à menton noir
- Suthora verreauxi – Paradoxornis de Verreaux

## Publication originale
- (en) Frederic Moore, A catalogue of the birds in the Museum of the Honorable East India Company, vol. 1, Londres, WM. H. Allen and Co, 1854, 451 p. (lire en ligne), p. 376.